# Cimitero di Piana Traversa
Il cimitero di Piana Traversa è il cimitero di Favara, situato nella periferia settentrionale del paese, nella località denominata contrada Piana Traversa.

## Storia
Nel 1869 una commissione della Prefettura di Agrigento scelse i terreni in cui fu edificato il cimitero, dopo le necessarie opere di bonifica. Nel 1887 vi fu la prima sepoltura, del giovane figlio del sindaco morto per l'epidemia di colera che aveva colpito la zona.
A causa all'emergenza sanitaria provocata dal colera, fu deliberata la chiusura dell'area e l'edificazione del "cimitero nuovo", situato nella  contrada Sanfilippo-Scorsone.
Nel 1895, terminata al fase critica, ed esclusa ogni traccia di inquinamento nel suolo, il vecchio complesso fu riaperto.

## Sezioni e cappelle
Dai primi anni del 1900 ad oggi, il cimitero si è ampliato con l'edificazione di numerose cappelle gentilizie in stile neogotico-romano  e neoclassico.

## Cappelle gentilizie dei primi degli anni 1900
- Famiglia Piscopo
- Giovanni Miccichè
- Francesco Cafisi
- Stefano Cafisi
- Filippo Giglia
- Rosalia Cafisi
- Felice Bennardo
- Famiglia Scaduto-Mendola
- Famiglia Ambrosini
- Famiglia Dulcetta-Lentini
- Famiglia Giudice
- Famiglia Patti
- Famiglia Genco
- Salvatore Cafisi
- Maria Licata

## Tombe di personaggi conosciuti
- Gaetano Guarino, sindaco del paese, ucciso dalla mafia.
- Pietro Vasta, medico, anch'egli ucciso dalla mafia.
- Alessandro Ambrosini, magistrato e avvocato dello Stato, ha ricevuto numerose onorificenze dalla Presidenza della Repubblica.
- Filippo Lentini, politico e docente, è stato deputato parlamentare nella IV, V e VI legislatura della Repubblica Italiana